# Auctoritas
Auctoritas är ett latinskt ord, som användes under antikens Rom för att mäta den nivå av prestige en senator hade: ju mer auctoritas, desto större inflytande hade han. 
Auctoritas kunde exempelvis erhållas genom militära bragder, litterär verksamhet, ekonomisk framgång, juridiska bedrifter m.m. 
Anrika patricierfamiljer åtnjöt genom sina namn större auctoritas än exempelvis en "ny man" som Cicero. 
Exempel på personer med extremt stor auctoritas är Julius Caesar, Cato den yngre, Cicero och Pompejus den store. 